# Avahi betsileo
L'avahi betsileo (Avahi betsileo Adriantompohavana et al., 2007) è un lemure della famiglia degli Indriidi, endemico del Madagascar, di recentissima scoperta.

## Distribuzione
Questa specie è diffusa sul versante centro-orientale dell'isola, nella zona di foresta pluviale compresa fra i fiumi Mangoro e Namorona.

## Descrizione

### Dimensioni
Misura fino a 70 cm, rimanendo in genere di dimensioni minori: raggiunge il kg di peso.

### Aspetto
Il pelo è uniformemente grigio-arancio, con la coda arancione. La gola ed il ventre sono biancastri, così come la parte posteriore delle cosce e le ascelle. Il bianco è spesso frammisto al grigiastro, più o meno scuro, così come sfumature grigiastre sono presenti qua e là sul mantello. Le zame ed il muso sono nerastri, gli occhi arancioni.

Caratteristica peculiare di questa specie è la lunghezza del pelo della testa, che dà a quest'ultima un aspetto tondeggiante, con la caratteristica "mascherina" facciale tipica degli avahi che assume dimensioni minime, dando un effetto comico alla testa dell'animale.

Come in molte altre specie di lemuri, gli incisivi anteriori sono modificati a formare una sorta di pettine, utilizzato nelle operazioni di grooming.

## Comportamento
Si tratta di animali erbivori, diurni ed arboricoli-

A causa dello scarso valore nutritivo del loro cibo, non sono animali molto reattivi, anzi passano gran parte del loro tempo a sonnecchiare fra le chiome degli alberi, dove è una facile preda a causa della posizione assai esposta.

Vivono perlopiù in gruppi familiari, con una coppia dominante riproduttrice e vari cuccioli di differenti età, provenienti da varie cucciolate.

### Alimentazione
Pur condividendo l'areale con Lepilemur betsileo, le due specie non entrano mai in competizione: questo perché l'alimentazione del maki lanoso consiste principalmente di foglie immature e germogli, mentre i lepilemuri sono più generalisti e mangiano un po' tutte le foglie: inoltre, gli avahi preferiscono altezze maggiori rispetto ai lepilemuri, ed essendo più pesanti si nutrono in zone più centrali della chioma dell'albero rispetto ai più piccoli ed agili lemuri-donnola.